# Crossothamnus
Crossothamnus é um género botânico pertencente à família Asteraceae.